# We Had Love
„We Had Love” este un cântec al cantautorului si producătorului român Monoir, cu vocale din partea cantautoarei June. Acesta a fost lansat la data de 1 martie 2017.

## Videoclipul
Videoclipul piesei a fost regizat de către Alex Ceausu și a publicat lansat la data de 1 martie 2017 pe canalul casei de discuri Cat Music.

## Ordinea pieselor pe disc
| Nr.           | Titlul            | Durată |
| ------------- | ----------------- | ------ |
| Extended play |                   |        |
| 01.           | „We Had Love” [A] | 3:24   |
| 02.           | „We Had Love” [B] | 4:38   |
| 03.           | „We Had Love” [C] | 3:20   |
| 04.           | „We Had Love” [D] | 3:21   |
| 05.           | „We Had Love” [E] | 3:38   |

Specificații
- A ^ Versiunea originală.
- B ^ Versiunea extinsă.
- C ^ Remix „Going Deeper”.
- D ^ Remix „DeeJay Paris”.
- C ^ Remix extended „DeeJay Paris”.

## Clasamente
| Țară (clasament)                   | Poziția maximă | Referință |
| ---------------------------------- | -------------- | --------- |
| România (Media Forest Radio și TV) | 8              | [ 4 ]     |

## Datele lansărilor
| Țară             | Dată          | Format              | Casă de discuri        | Ref.  |
| ---------------- | ------------- | ------------------- | ---------------------- | ----- |
| La nivel mondial | 1 martie 2017 | Descărcare digitală | Cat Music Thrace Music | [ 1 ] |
| La nivel mondial | 5 mai 2017    | Extended play       | Cat Music Thrace Music | [ 3 ] |
| Italia           | 12 mai 2017   | Radio               | Cat Music Thrace Music | [ 5 ] |